# Каталонский модерн

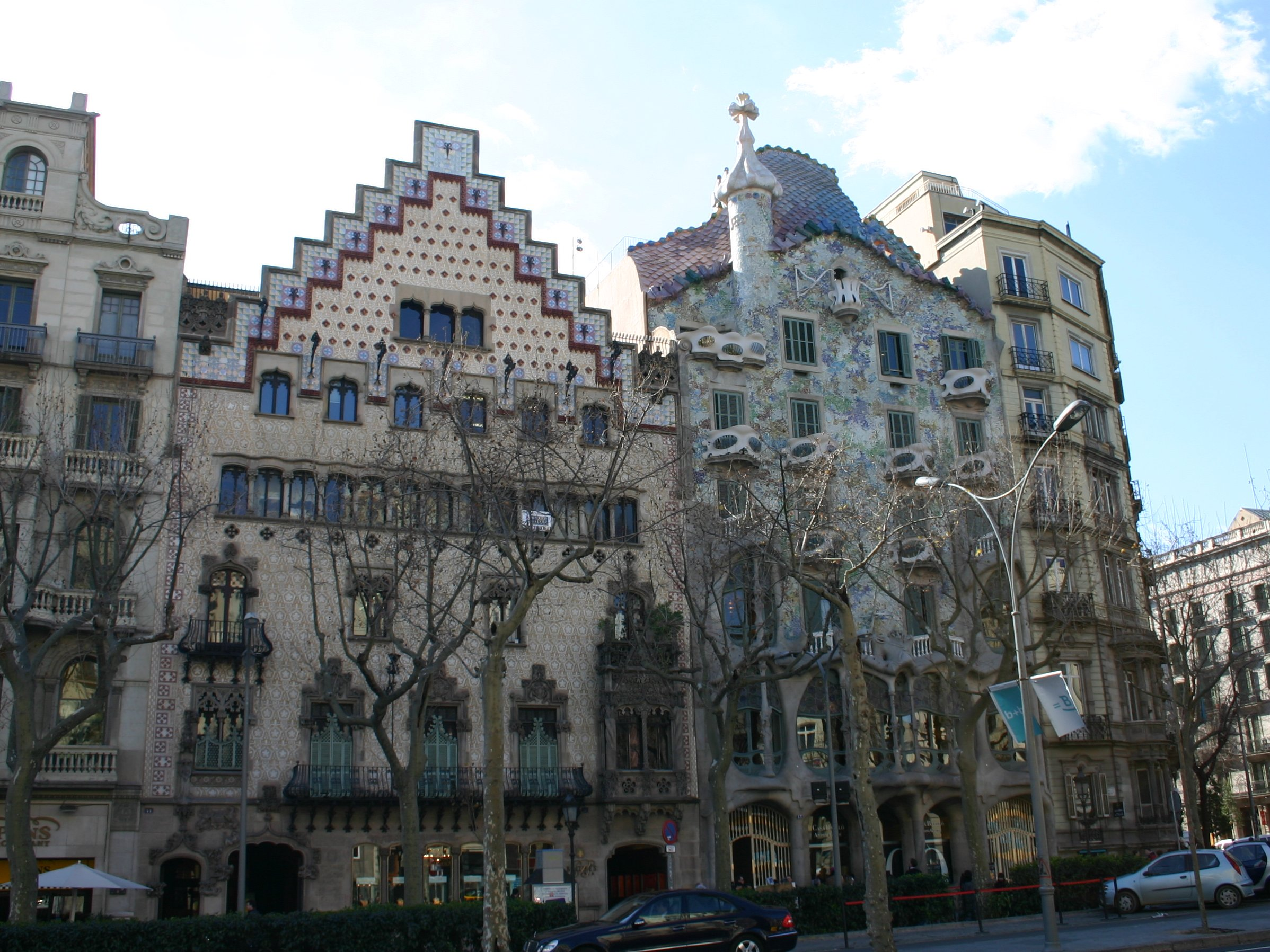
Одно из зданий в стиле модерн на Пассеч де Грасия в Барселоне

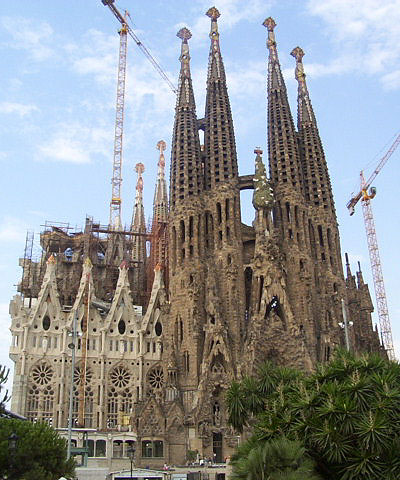
Антонио Гауди, собор Саграда Фамилия, Барселона

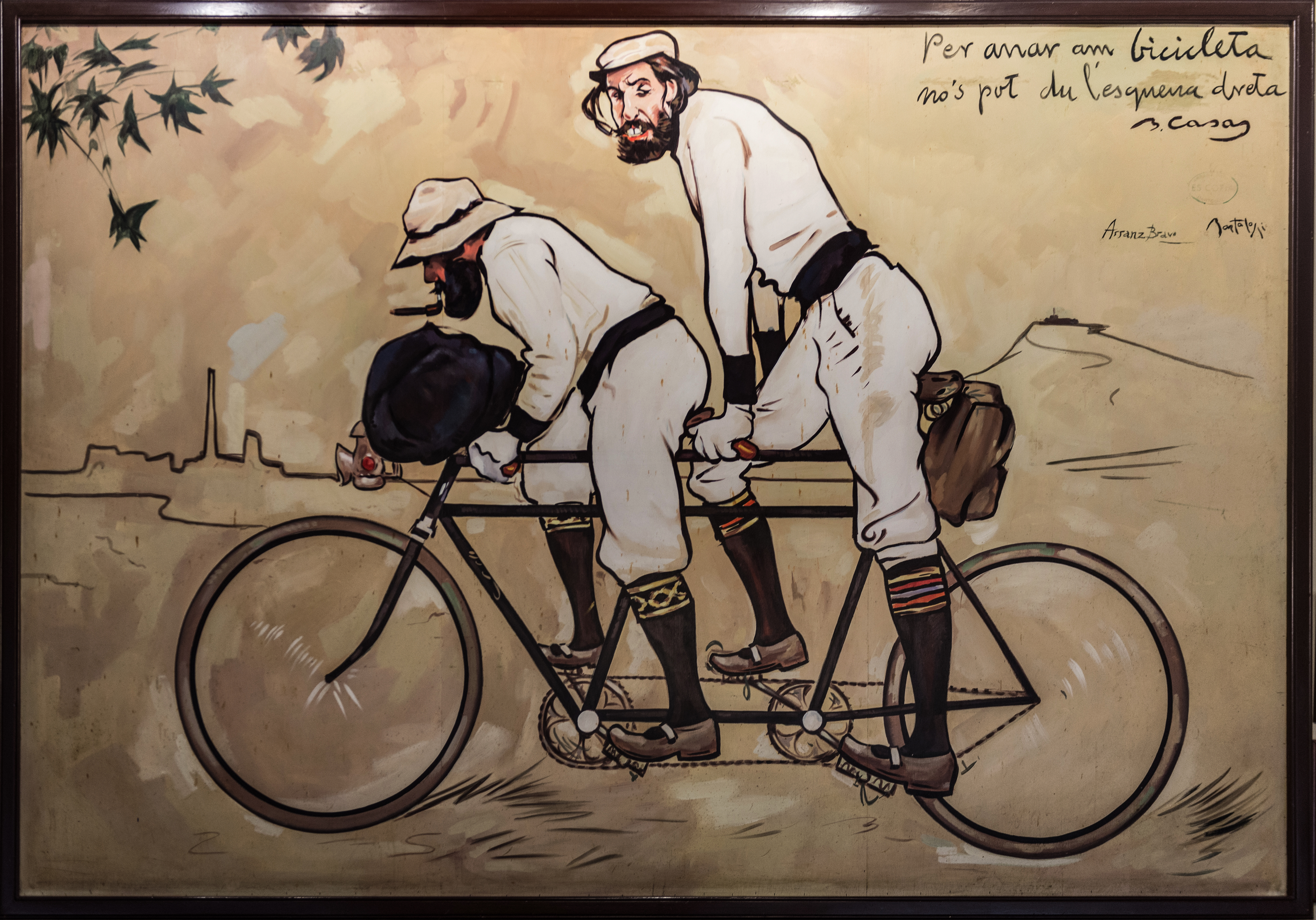
Плакат кафе «У четырёх котов» работы Рамона Касаса: Тандем Рамона Касаса и Пера Ромеу (Ramon Casas i Pere Romeu en un tàndem), 1897

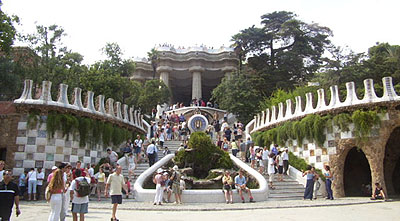
Парк Гуэль в Барселоне

Каталонский модерн (кат. Modernisme Català) — общественно-культурное движение конца XIX — начала ХХ столетия в Каталонии, нашедшее своё отражение в искусстве, архитектуре, литературе и музыке. Наиболее яркий отклик это течение получило в архитектуре Каталонии в период с 1885 и по 1920 год, преимущественно в Барселоне. Одним из ярчайших представителей каталонского модерна является Антонио Гауди. Истоком искусства и архитектуры стиля модерн являлись развившиеся на европейском континенте в XIX веке неоготика и неоромантизм.

## Модернизм в Европе
Параллельно с возникновением и развитием стиля «модернизме» в Каталонии аналогичные процессы охватывают и другие страны Европы, а также Америку. Это "Искусства и ремёсла" (англ. Arts & Crafts) и Школа Глазго (англ. Glasgow School) в Великобритании, Югендштиль в Германии, Art Nouveau во Франции и Бельгии, Венский сецессион в Австро-Венгрии, Arte nuova в Италии. Этой тенденции способствовало мощное индустриальное развитие на Западе, происходившая там во второй половине XIX века промышленная революция, вызвавшее быстрый рост городов и производственных центров. Зародившийся в этих условиях стиль модерн как нельзя более отвечал духу времени, будучи всецело городским, в то же время несущим в себе отклики таких новых модных веяний в искусстве, как символизм и импрессионизм (в первую очередь в живописи). Много общего можно найти у плакатного искусства каталонского модернизме с такими культурными явлениями в Европе, как югендштиль в Германии и ар-нуво во Франции. Начиная с 1906 года происходит постепенная замена искусства модерн в Каталонии местной формой неоклассицизма (Noucentisme). Представители этого течения в искусстве обвиняют «модернистов» в хаотичности и анархизме форм, в приверженности декадентству. Они требуют замены «романтического хаоса» рационализмом, ясностью и гармонией, в особенности в вопросах, касающихся архитектуры. На смену каталонскому модерну в 1920-е годы в архитектуре приходит архитектонический рационализм.

## Развитие и поддержка
Развитие каталонского модернизма совпадает по времени и поддерживается происходящим во второй половине XIX столетия ростом национального самосознания каталонского народа и рассматривается поэтому как «народное» и «просветительское». В эпоху национального «Возрождения» (Renaixença) местный модернизм превращается в выражение современной национальной культуры, нашедшей свои новые формы в живописи, архитектуре, скульптуре, дизайне украшений, мебели, посуды и так далее. Каталонский модерн теперь рассматривается как символ самобытности и обретённой промышленной мощи страны.
Приблизительно одновременно с наступлением «эпохи модерн» в Барселоне проводится реконструкция городских кварталов. При этом сносится часть старых городских укреплений, производится расширение городской территории. На месте устранённых построек возводятся новые, и Барселона становится одним из городов с наибольшим количеством зданий, возведённых в стиле «модерн», превращаясь в крупный культурный (культовый) центр модернизма. В городе открывается литературно-художественное кафе «У четырёх котов» (кат. Els Quatre Gats), завсегдатаями которого становятся такие приверженцы и представители нового стиля в искусстве, как Сантьяго Рузиньол и Рамон Касас. В финансировании новых проектов, рассматривая это как проявления в том числе и национального долга, участвуют различные каталонские меценаты-промышленники — в частности, это выражается в поддержке Антони Гауди Эусеби Гуэлем. Среди построенных А.Гауди в Барселоне зданий следует упомянуть его до сих пор не достроенный собор Sagrada Família (строительство начато в 1882 году, в 1984 году включён в список Всемирного наследия ЮНЕСКО), Каса Мила (Casa Milà) (La Pedrera), Дворец Гуэль (Palau Güell), Парк Гуэль (Parc Güell), Каса Батло (Casa Batlló), Каса Виценс (Casa Vicens), Каса Калвет (Casa Calvet). В 1997 году в список всемирного наследия были также включены и две постройки барселонского архитектора-модерниста Льюиса Доменека-и-Монтанер — Госпиталь де-ла-Санта-Креу-и-Сан-Пау (Hospital de la Santa Creu i Sant Pau) и Дворец каталонской музыки (Palau de la Música Catalana). Кроме Барселоны, архитектура каталанского модернизма оставила свои следы в таких городах, как Таррагона, Реус, Лорет-де-Мар, на Мальорке — в её центре, городе Пальма-де-Мальорка, и на западе острова, в городке Сольер. В настоящее время в Барселоне проложен при поддержке городских властей особый «путь модернизма» (Ruta del Modernisme), проходящий через весь город и соединяющий в один маршрут 116 зданий, выполненных в стиле каталонского модерна. Подобная же «рута» проложена также и через Таррагону, через её 23 подобных сооружения.

## «Четыре кота»
Центром артистической и художественной жизни среди приверженцев каталонского «модернизме» становится кафе-бар «Четыре кота», обустроенное в стиле парижского кабаре «Чёрный кот» (фр. Le Chat Noir). Это культовое заведение было открыто в июне 1897 году в здании Casa Martí, построенном по проекту архитектора Жозепа Пуч-и-Кадафалк, и содержалось на средства художника Рамона Касаса. Кафе «Четыре кота» принимало посетителей шесть лет подряд. Вновь открылось в 1978 году. Совладельцами кафе были Пер Ромеу, в прошлом кельнер в парижском «Чёрном коте», а также художники Сантьяго Рузиньол и Микел Утрильо. Здесь проходят художественные выставки, в том числе — одна из первых для Пабло Пикассо, и читаются для всех желающих лекции по проблемам современного искусства. Как и парижское кабаре, барселонское кафе «Четыре кота» издаёт некоторое время свой собственный литературно-художественный журнал.

## Наиболее известные представители каталонского модерна

### Архитекторы
- Антонио Гауди
- Льюис Доменек-и-Монтанер
- Жосеп Пуч-и Кадафалк
- Энрик Санье
- Жозеп Доменек-и-Эстапа
- Хуан Рубио
- Жозеп Мария Жужоль
- Бернарди Марторель
- Сезар Мартинель
- Пабло Монгуйо
- Гаспар Беннассар-и-Монер

### Художники
- Сантьяго Рузиньол
- Микел Утрильо
- Рамон Касас-и-Карбо
- Эрменехильдо Англада Камараса
- Исидре Нонель
- Гаспар Кампс-и-Хуниент
- Жоаким Мир-и-Триншет
- Себастия Жуньет
- Александр де Риквер

## Дополнения
- Музей модернизма (Museu del Modernisme) Архивная копия от 31 декабря 2019 на Wayback Machine
- Каталонский модерн на gaudiallgaudi.com Архивная копия от 2 февраля 2020 на Wayback Machine (на английском языке)
- «Модернизме — культурная эпоха Барселоны» на barcelona.de Архивная копия от 3 июля 2014 на Wayback Machine (на немецком языке)
- http://lletra.uoc.edu/ca/periode/el-modernisme Архивная копия от 29 июня 2019 на Wayback Machine (Статья в Литературной энциклопедии Universitat Oberta de Catalunya un des Institut Ramon Llull Каталонский институт культуры)
- Европейский маршрут стиля модерн (Art Nouveau European Route) Архивная копия от 17 апреля 2019 на Wayback Machine